# (5503) 1985 CE2
(5503) 1985 CE2 (1985 CE2, 1987 SC7) — астероїд головного поясу, відкритий 13 лютого 1985 року.
Тіссеранів параметр щодо Юпітера — 3,428.